# Безмен (единица измерения)
Безме́н — старинная русская единица измерения массы (единица веса), входившая в русскую систему мер и употреблявшаяся на севере Российской империи и в Сибири. 
Один безмен равен 2½ фунта, или 5 малым гривенкам, или 240 золотникам, или 1/16 пуда (=1,022 кг).. Безме́н употреблялся при купле некоторых товаров: масла, икры, рыбы, хмелю и прочего. Единица древнего русского веса Пуд заключал 16 безменов, 40 больших гривенок и 80 малых.

## Происхождение
«Торговая книга» так описывает эту единицу: «в безмене весит пол-3-я фунта, а малых гривенок в безмене 5 гривенок; а в полубезмене пол-3-и гривенки малых, а золотников в безмене 240 золотников, а в полубезмене 120 золотников». Точно так же определялась еврейская мина, которая, по Иосифу Флавию, равнялась 2½ римским либрам, или 240 драхмам, или 210 динариям — что даёт основание для предположения о происхождении безмена именно от этой единицы измерения.